# Tadeja Brankovič-Likozar
Tadeja Brankovič-Likozar, née le 20 décembre 1979 à Kranj, est une biathlète slovène. Elle monte sur six podiums individuels en Coupe du monde.

## Biographie
Elle a commencé sa carrière au niveau international en 1995, alors qu'elle adopté ce sport que depuis cette année, étant d'abord fondeuse. Précoce, elle figure dans les classements de la Coupe du monde dès la saison 1996-1997, où elle est 41e.
Elle obtient son premier podium dans la Coupe du monde en 2004 à Oslo. Lors des Jeux olympiques de Turin 2006, elle a été porte-drapeau de la délégation slovène. Elle ajoute deux podiums individuels en Coupe du monde à Kontiolahti cet hiver. En 2007, elle connaît la joie d'un podium dans son pays, terminant sur la boîte à l'issue de la mass start de Pokljuka. Son meilleur résultat individuel aux Championnats du monde est une 5e place obtenue lors de la poursuite en 2007 à Anterselva. Durant cette même édition, elle termine quatrième avec le relais féminin et le relais mixte. En mai 2007, elle se marie avec le handballeur Domen Likozar et porte désormais le nom de Tadeja Brankovič-Likozar.
En 2010, où la Slovène est de retour dans les points en Coupe du monde après deux saisons sans résultat, elle prend part à ses quatrièmes Jeux olympiques à Vancouver, sans obtenir de top soixante. Elle prend sa retraite sportive un an plus tard.

## Palmarès

### Jeux olympiques
| Épreuve / Édition   | Individuel | Sprint | Poursuite                        | Départ en masse                  | Relais |
| Nagano 1998         | 36e        | 36e    | Épreuve inexistante à cette date | Épreuve inexistante à cette date | 9e     |
| Salt Lake City 2002 | 41e        | 63e    | -                                | Épreuve inexistante à cette date | 6e     |
| Turin 2006          | 39e        | 31e    | 31e                              | -                                | 6e     |
| Vancouver 2010      | 62e        | 74e    | -                                | -                                | DSQ    |

- - : pas de participation à l'épreuve.
- : épreuve inexistante lors de cette édition.
- DSQ : disqualifiée

### Championnats du monde
| Épreuve / Édition                      | Individuel                       | Sprint                           | Poursuite                        | Départ en masse                  | Relais                           | Relais mixte                     |
| Mondiaux 1996 Ruhpolding               | 72e                              | 69e                              | -                                | Épreuve inexistante à cette date | Épreuve inexistante à cette date | Épreuve inexistante à cette date |
| Mondiaux 1997 Osrblie                  | -                                | -                                | -                                | Épreuve inexistante à cette date | 19e                              | Épreuve inexistante à cette date |
| Mondiaux 1998 Pokljuka                 | Épreuve inexistante à cette date | Épreuve inexistante à cette date | 38e                              | Épreuve inexistante à cette date | Épreuve inexistante à cette date | Épreuve inexistante à cette date |
| Mondiaux 1999 Kontiolahti              | Épreuve inexistante à cette date | 55e                              | -                                | Épreuve inexistante à cette date | 13e                              | Épreuve inexistante à cette date |
| Mondiaux 2000 Oslo-Holmenkollen/ Lahti | 46e                              | 40e                              | 47e                              | -                                | -                                | Épreuve inexistante à cette date |
| Mondiaux 2001 Pokljuka                 | 26e                              | 58e                              | 49e                              | -                                | 11e                              | Épreuve inexistante à cette date |
| Mondiaux 2003 Khanty-Mansiïsk          | 45e                              | 55e                              | DNS                              | -                                | 11e                              | Épreuve inexistante à cette date |
| Mondiaux 2004 Oberhof                  | 35e                              | 29e                              | 35e                              | -                                | 10e                              | Épreuve inexistante à cette date |
| Mondiaux 2005 Hochfilzen               | 54e                              | 47e                              | 42e                              | 29e                              | 8e                               | Épreuve inexistante à cette date |
| Mondiaux 2005 Khanty-Mansiïsk          | Épreuve inexistante à cette date | Épreuve inexistante à cette date | Épreuve inexistante à cette date | Épreuve inexistante à cette date | Épreuve inexistante à cette date | 9e                               |
| Mondiaux 2006 Pokljuka                 | Épreuve inexistante à cette date | Épreuve inexistante à cette date | Épreuve inexistante à cette date | Épreuve inexistante à cette date | Épreuve inexistante à cette date | 7e                               |
| Mondiaux 2007 Antholz-Anterselva       | 23e                              | 8e                               | 5e                               | 9e                               | 4e                               | 4e                               |
| Mondiaux 2011 Khanty-Mansiïsk          | 68e                              | 18e                              | 28e                              | -                                | -                                | -                                |

Légende :

 : épreuve inexistante

- : n'a pas participé à l'épreuve

### Coupe du monde
- Meilleur classement général : 11e en 2007.
- 6 podiums individuels : 2 deuxièmes places et 4 troisièmes places.
- 2 podiums en relais : 2 deuxièmes places.

#### Podiums
| Saison    | Lieu              | Place | Discipline                   |
| 2004-2005 | Östersund         | 3e    | Sprint                       |
| 2004-2005 | Oslo-Holmenkollen | 2e    | Sprint                       |
| 2005-2006 | Östersund         | 2e    | Sprint                       |
| 2005-2006 | Kontiolahti       | 3e    | Sprint                       |
| 2005-2006 | Kontiolahti       | 3e    | Mass-start (départ en ligne) |
| 2006-2007 | Pokljuka          | 3e    | Mass-start                   |

#### Différents classements en Coupe du monde
| Année     | Classement général final | Sprint | Poursuite | Individuel | Mass start |
| 1996-1997 | 41e                      | 47e    | -         | 49e        | -          |
| 1997-1998 | 40e                      | 42e    | 32e       | 49e        | -          |
| 2000-2001 | 30e                      | 22e    | 41e       | 32e        | 31e        |
| 2001-2002 | 44e                      | 43e    | 46e       | 36e        | 44e        |
| 2002-2003 | 38e                      | 34e    | 45e       | 36e        | 40e        |
| 2003-2004 | 42e                      | 40e    | 50e       | 37e        | -          |
| 2004-2005 | 23e                      | 17e    | 25e       | 37e        | 28e        |
| 2005-2006 | 18e                      | 18e    | 21e       | 39e        | 21e        |
| 2006-2007 | 11e                      | 13e    | 8e        | 41e        | 7e         |
| 2009-2010 | 62e                      | 69e    | 55e       | 54e        | -          |
| 2010-2011 | 54e                      | 48e    | 48e       | -          | -          |